# Karl Hagemann (Politiker, 1941)
Karl Hagemann (* 10. Juli 1941 in Greifswald; † 10. November 2019 in Hagenow) war ein deutscher Zahnarzt und CDU-Politiker. 1990 war er Abgeordneter der Volkskammer, anschließend war er von 1991 bis 1994 Beobachter im europäischen Parlament.

## Leben
Hagemann wuchs zunächst in Greifswald und dann im thüringischen Pößneck als Sohn eines Diplomkaufmanns und einer Fürsorgerin auf, wo er auch jeweils die Schule besuchte. Das Abitur legte Hagemann 1960 auf der Erweiterten Heim-Oberschule Schulpforta ab. Danach studierte er in seiner Geburtsstadt Greifswald an der renommierten Ernst-Moritz-Arndt-Universität bis 1965 Zahnmedizin. 1967 wurde Hagemann mit der Dissertation Zum Leben und Werk Erich Peipers <1856–1938> zum Dr. med. dent. promoviert. Nachdem Hagemann 1969 an der Bezirks-Jugendzahnklinik in Neubrandenburg eine Ausbildung als Facharzt für Kieferorthopädie absolviert hatte, arbeitete er ab 1970 als leitender Kinderstomatologe und Abteilungsarzt in der Jugendzahnstation des Kreiskrankenhauses Hagenow. Die Anerkennung als Facharzt für Kinderstomatologie erhielt er 1975. Nach der politischen Wende in der DDR eröffnete Hagemann in Hagenow eine eigene Zahnarztpraxis.

## Politischer Werdegang
Hagemann trat 1978 in die CDU ein und war Mitglied der CDU-Ortsgruppe Hagenow. Zu den ersten freien Volkskammerwahlen am 18. März 1990 kandidierte er im Wahlbezirk Schwerin auf Listenplatz 5. Da die CDU in diesem Wahlbezirk sechs Mandate erringen konnte, zog Hagemann als Abgeordneter für die CDU in das letzte DDR-Parlament ein. Während der letzten Sitzung der Volkskammer am 28. September 1990 beschloss das DDR-Parlament im Rahmen einer Vereinbarung zur Deutschen Einheit als Vertreter der zu bildenden neuen Bundesländer aus dem Kreis der Abgeordneten Beobachter an das Europäische Parlament zu entsenden. Der Deutsche Bundestag übernahm diesen Beschluss am 21. Februar 1991 weitestgehend unverändert. Da Karl Hagemann zum Kreis der Beobachter von der CDU-Fraktion nominiert worden war, saß Hagemann bis zum Ende der 3. Legislaturperiode 1994 als Beobachter der EVP-CD-Fraktion im Europaparlament. Über Hagemanns weitere politische Karriere ist bisher nichts bekannt.